# Yiánnis Anéstis
Yiánnis Anéstis (en grec moderne : Γιάννης Ανέστης), né le 9 mars 1991 à Chalcis en Grèce, est un footballeur grec qui évolue au poste de gardien de but à l'AEL Limassol.

## Biographie

### Débuts professionnels
Né à Chalcis en Grèce, Yiánnis Anéstis est formé par le Paniónios GSS, qui lui fait découvrir le monde professionnel. Il est longtemps barré par la concurrence à son poste par les différents gardiens du club comme Jürgen Macho, Dimítrios Eleftherópoulos ou encore Nikos Giannakopoulos (en). Il joue finalement son premier match en professionnel le 21 avril 2013 face à l'Olympiakos Le Pirée lors de la dernière journée de la saison 2012-2013. Il est titulaire ce jour-là et son équipe s'incline par deux buts à un.
En juillet 2014 Yiánnis Anéstis rejoint librement l'AEK Athènes, le joueur étant en fin de contrat et s'étant mit d'accord avec l'AEK dès le mois de janvier.
Le 17 mai 2016 il joue la finale de la coupe de Grèce face à l'Olympiakos Le Pirée. Titulaire dans le but de l'AEK, il participe à la victoire de son équipe, qui s'impose ce jour-là sur le score de deux buts à un. Il glane ainsi le premier trophée de sa carrière.
Anestis découvre la coupe d'Europe avec l'AEK, il joue son premier match lors d'une rencontre de qualification pour la Ligue Europa, le 28 juillet 2016, face à l'AS Saint-Etienne. Il est titulaire et les deux équipes se séparent sur un score nul de 0-0. Lors de la saison 2016-2017 l'AEK fait encore un bon parcours en coupe de Grèce en atteignant la finale. Anestis est titulaire lors de celle-ci, qui a lieu le 6 mai 2017 face au PAOK Salonique. Cette fois son équipe s'incline, sur le score de deux buts à un.
Le 2 août 2017, il joue son premier match de Ligue des champions en phase de qualification face au CSKA Moscou (défaite 1-0).
Lors de la saison 2017-2018 il devient Champion de Grèce avec l'AEK Athènes.

### IFK Göteborg
Le 26 novembre 2018, Yiánnis Anéstis rejoint la Suède en s'engageant avec l'IFK Göteborg. Il joue son premier match pour Göteborg le 31 mars 2019, lors de la première journée de la saison 2019 du championnat de Suède face à l'AFC Eskilstuna, contre qui son équipe s'incline par trois buts à un.
Le 15 novembre 2019, il prolonge son contrat avec l'IFK Göteborg jusqu'en 2021.

### Panetolikós FC
Le 28 décembre 2021 est annoncé le retour de Yiánnis Anéstis en Grèce, le joueur s'engage avec le Panetolikós FC pour un contrat courant jusqu'en juin 2023.
Anéstis fait sa première apparition pour le Panetolikós FC contre l'Olympiakos, le 19 janvier 2022, à l'occasion d'une rencontre de coupe de Grèce. Il est titularisé et son équipe s'impose (2-1 score final).